# Доброолександрівська сільська рада
Доброолекса́ндрівська сільська́ ра́да — колишня адміністративно-територіальна одиниця та орган місцевого самоврядування в Овідіопольському районі Одеської області. Адміністративний центр — село Доброолександрівка.

## Загальні відомості
- Територія ради: 31,55 км²
- Населення ради: 1 886 осіб (станом на 2001 рік)
- Територією ради протікає річка Барабой

## Населені пункти
Сільській раді були підпорядковані населені пункти:
- с. Доброолександрівка

## Населення
Згідно з переписом УРСР 1989 року чисельність наявного населення сільської ради становила 1499 осіб, з яких 708 чоловіків та 791 жінка.
За переписом населення України 2001 року в сільській раді мешкали 1882 особи.

### Мова
Розподіл населення за рідною мовою за даними перепису 2001 року:
| Мова       | Відсоток |
| ---------- | -------- |
| українська | 75,72 %  |
| російська  | 19,78 %  |
| молдовська | 1,64 %   |
| болгарська | 0,85 %   |
| гагаузька  | 0,42 %   |
| білоруська | 0,27 %   |
| інші       | 1,32 %   |

## Склад ради
Рада складалася з 16 депутатів та голови.
- Голова ради: Бабогло Михайло Миколайович
- Секретар ради: Гавалешко Тетяна Дмитрівна

### Керівний склад попередніх скликань
| Прізвище, ім'я, по батькові   | Основні відомості                                                                       | Дата обрання | Дата звільнення |
| ----------------------------- | --------------------------------------------------------------------------------------- | ------------ | --------------- |
| Алєксєєнко Євгеній Вікторович | Сільський голова, 1971 року народження, безпартійний                                    | 26.03.2006   | 31.10.2010      |
| Бабогло Михайло Миколайович   | Сільський голова, 1960 року народження, освіта середня спеціальна, член Партії регіонів | 31.10.2010   |                 |

Примітка: таблиця складена за даними сайту Верховної Ради України

### Депутати
За результатами місцевих виборів 2010 року депутатами ради стали:

#### За суб'єктами висування
| Суб'єкт висування | Кількість обраних депутатів | %    |
| ----------------- | --------------------------- | ---- |
| Самовисування     | 11                          | 68,8 |
| Партія регіонів   | 5                           | 31,3 |

#### За округами
| № округу        | Прізвище, ім'я, по батькові    | Дата визнання обраним | Освіта             | Партійна приналежність                        | Відомості про обраного депутата                                            |
| --------------- | ------------------------------ | --------------------- | ------------------ | --------------------------------------------- | -------------------------------------------------------------------------- |
| Партія регіонів |                                |                       |                    |                                               |                                                                            |
| 3               | Карабаджак Микола Петрович     | 03.11.2010            | вища               | позапартійний                                 | ТОВ «Тріал», спеціаліст з інформ. технологій                               |
| 7               | Кулаковська Людмила Миколаївна | 03.11.2010            | вища               | член Партії регіонів                          | пенсіонер                                                                  |
| 11              | Арістова Валентина Миколаївна  | 03.11.2010            | вища               | позапартійна                                  | Овідіопольський Держкомзем, головний спеціаліст                            |
| 13              | Книшова Інна Юріївна           | 03.11.2010            | вища               | позапартійна                                  | Овідіопольська навчально-виховний комплекс — гімназія, заступник директора |
| 15              | Бурдейний Анатолій Васильович  | 03.11.2010            | середня спеціальна | позапартійний                                 | фермерське господарство «Дмитро», фермер                                   |
| Самовисування   |                                |                       |                    |                                               |                                                                            |
| 1               | Веселкова Любов Іванівна       | 03.11.2010            | середня спеціальна | член Партії регіонів                          | Доброолександрівська сільська рада, секретар                               |
| 2               | Поддубняк Людмила Павлівна     | 03.11.2010            | середня            | позапартійна                                  | Овідіопольський територіальний центр, соціальний працівник                 |
| 4               | Ярощук Володимир Купріянович   | 03.11.2010            | вища               | позапартійний                                 | приватний підприємець «Ярощук Валентина Леонідівна»                        |
| 5               | Бакаленко Володимир Іванович   | 03.11.2010            | середня спеціальна | позапартійний                                 | фермерське товариство «Бакаленко-2», фермер                                |
| 6               | Каракулов Вадим Анатолійович   | 03.11.2010            | середня спеціальна | позапартійний                                 | Овідіопольський район електромереж, інспектор                              |
| 8               | Гавалешко Тетяна Дмитрівна     | 03.11.2010            | вища               | позапартійна                                  | Овідіопольська РДА, начальник інспекції сільськогосподарської продукції    |
| 9               | Грищук Микола Феодосійович     | 03.11.2010            | середня            | позапартійний                                 | пенсіонер                                                                  |
| 10              | Грехова Світлана Іванівна      | 03.11.2010            | середня спеціальна | позапартійна                                  | Доброолександрівський фельдшерсько-акушерський пункт, завідувачка          |
| 12              | Бойчук Наталія Іванівна        | 03.11.2010            | вища               | член Всеукраїнського об'єднання «Батьківщина» | Доброолександрівська загальноосвітня школа, заступник директора            |
| 14              | Дейніс Володимир Олександрович | 03.11.2010            | вища               | позапартійний                                 | благодійний фонд «Товариство Розвитку», юрисконсульт                       |
| 16              | Кравченко Наталя Вікторівна    | 03.11.2010            | середня спеціальна | член Селянської партії України                | Доброолександрівська сільська рада, завідувачка ВОБ                        |